# San Andrés Miraflores
San Andrés Miraflores är en ort i Mexiko.   Den ligger i kommunen Tlahuiltepa och delstaten Hidalgo, i den sydöstra delen av landet, 150 km norr om huvudstaden Mexico City. San Andrés Miraflores ligger 767 meter över havet och antalet invånare är 294.
Terrängen runt San Andrés Miraflores är bergig åt sydost, men åt nordväst är den kuperad. San Andrés Miraflores ligger nere i en dal. Runt San Andrés Miraflores är det ganska glesbefolkat, med 22 invånare per kvadratkilometer. Närmaste större samhälle är Santa María, 14,2 km öster om San Andrés Miraflores. I omgivningarna runt San Andrés Miraflores växer huvudsakligen savannskog.